# Ceresa paulistana
Ceresa paulistana är en insektsart som beskrevs av Remes-lenicov 1976. Ceresa paulistana ingår i släktet Ceresa och familjen hornstritar. Inga underarter finns listade i Catalogue of Life.